# Schikhobalotrema magnum
Schikhobalotrema magnum är en plattmaskart. Schikhobalotrema magnum ingår i släktet Schikhobalotrema och familjen Haplosplanchnidae. Inga underarter finns listade i Catalogue of Life.